# Hussainía

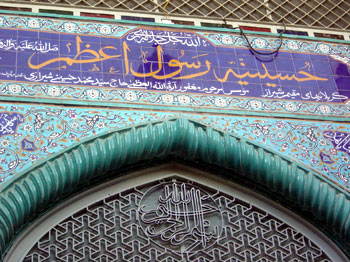
Un hussainía en Shiraz

Una husainía (en árabe حسينية) También conocida en urdu como āshurkhānā o imāmbāṛā, es una sala de congregación para las ceremonias rituales chiíes, especialmente las relacionadas con la memoria de Muharram.[cita requerida]
Hay otras ceremonias que se llevan a cabo durante el año en ḥosayniyas. Estas incluyen ceremonias religiosas de varios tipos no relacionadas con Ashura (así como con el luto de Husayn).